# Liniez
Liniez és un municipi francès, situat al departament de l'Indre i a la regió de Centre – Vall del Loira. L'any 2007 tenia 314 habitants.

## Demografia

### Població
El 2007 la població de fet de Liniez era de 314 persones. Hi havia 123 famílies, de les quals 27 eren unipersonals (8 homes vivint sols i 19 dones vivint soles), 46 parelles sense fills, 46 parelles amb fills i 4 famílies monoparentals amb fills.
La població ha evolucionat segons el següent gràfic:
Habitants censats

### Habitatges
El 2007 hi havia 190 habitatges, 128 eren l'habitatge principal de la família, 35 eren segones residències i 27 estaven desocupats. 183 eren cases i 5 eren apartaments. Dels 128 habitatges principals, 104 estaven ocupats pels seus propietaris, 23 estaven llogats i ocupats pels llogaters i 1 estava cedit a títol gratuït; 2 tenien una cambra, 9 en tenien dues, 21 en tenien tres, 27 en tenien quatre i 69 en tenien cinc o més. 111 habitatges disposaven pel capbaix d'una plaça de pàrquing. A 61 habitatges hi havia un automòbil i a 60 n'hi havia dos o més.

### Piràmide de població
La piràmide de població per edats i sexe el 2009 era:
| Homes | Edats   | Dones |
| ----- | ------- | ----- |
| 0     | 95 o +  | 0     |
| 0     | 90 a 94 | 0     |
| 4     | 85 a 89 | 0     |
| 0     | 80 a 84 | 16    |
| 12    | 75 a 79 | 4     |
| 8     | 70 a 74 | 8     |
| 8     | 65 a 69 | 16    |
| 8     | 60 a 64 | 8     |
| 20    | 55 a 59 | 16    |
| 4     | 50 a 54 | 4     |
| 8     | 45 a 49 | 4     |
| 4     | 40 a 44 | 8     |
| 12    | 35 a 39 | 4     |
| 12    | 30 a 34 | 16    |
| 12    | 25 a 29 | 16    |
| 4     | 20 a 24 | 8     |
| 12    | 15 a 19 | 8     |
| 8     | 10 a 14 | 4     |
| 12    | 5 a 9   | 4     |
| 8     | 0 a 4   | 4     |

## Economia
El 2007 la població en edat de treballar era de 185 persones, 146 eren actives i 39 eren inactives. De les 146 persones actives 135 estaven ocupades (81 homes i 54 dones) i 11 estaven aturades (3 homes i 8 dones). De les 39 persones inactives 20 estaven jubilades, 6 estaven estudiant i 13 estaven classificades com a «altres inactius».

### Ingressos
El 2009 a Liniez hi havia 132 unitats fiscals que integraven 325,5 persones, la mediana anual d'ingressos fiscals per persona era de 16.775 €.

### Activitats econòmiques
Dels 16 establiments que hi havia el 2007, 2 eren d'empreses extractives, 1 d'una empresa de fabricació d'altres productes industrials, 3 d'empreses de construcció, 3 d'empreses de comerç i reparació d'automòbils, 1 d'una empresa de transport, 1 d'una empresa d'hostatgeria i restauració, 2 d'empreses d'informació i comunicació, 2 d'empreses immobiliàries i 1 d'una empresa classificada com a «altres activitats de serveis».
Dels 3 establiments de servei als particulars que hi havia el 2009, 2 eren fusteries i 1 lampisteria.
L'any 2000 a Liniez hi havia 22 explotacions agrícoles.

## Poblacions més properes
El següent diagrama mostra les poblacions més properes.